# Mírzá Mahmúd

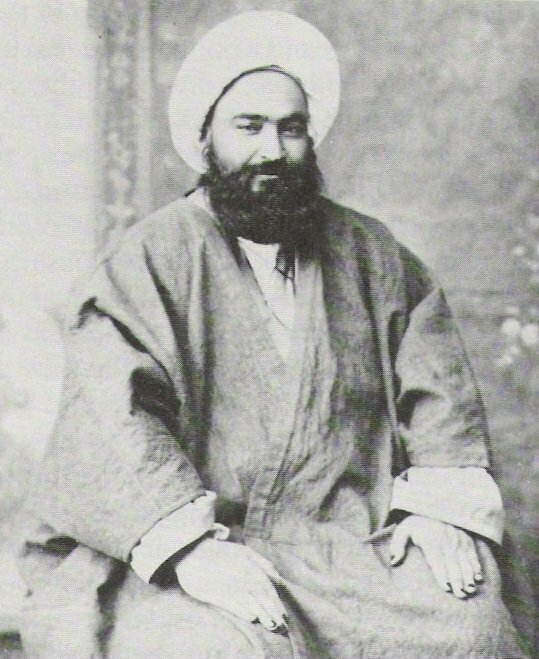
Mírzá Mahmúd

Mírzá Mahmúd o Mírzá Maḥmúd-i-Furúghí, in persiano مرزا محمود, (morto il 1927-1928 ?), conosciuto dai Bahai anche come Fádil-i-Furúghí, fu un eminente seguace di Bahá'u'lláh, il fondatore della religione bahai e successivamente fu indicato come uno dei diciannove apostoli di Bahá'u'lláh. 
Mírzá Mahmúd fu l'unico insegnante bahai persiano a entrare in contatto diretto con la corte imperiale Qajar.

## Il padre
Mírzá Mahmúd proveniva da Dúghábád, un remoto villaggio del Grande Khorasan. Suo padre era Mullá Mírzá Muhammad, uno dei pochi sopravvissuti alla battaglia di Forte Ṭabarsí, era un importante religioso sciita prima di diventare un seguace del Báb. 
Mullá Mírzá Muhammad, che non aveva mai usato armi, riportò nella battaglia di Forte Tabarsi cinque ferite sia da armi da fuoco che da spade. Sopravvisse, tuttavia, e rientrò nella propria casa dove affrontò la persecuzione a causa della sua nuova fede.
Mullá Mírzá Muhammad dopo avere subito la prigione diventò, una volta liberato, un fervente seguace di Bahá'u'lláh. Si recò diverse volte con il figlio Mírzá Mahmúd a Ashgabat dove si trovavano molti Bahai. 
A Ishqabad Mírzá Mahmúd divenne un noto insegnante e propagatore della fede bahai indirizzato specialmente ai giovani al cui benessere morale si dedicò.

Di lui fu scritto
(.)

## Viaggi
Il clero islamico di Dúghábád spinse il governatore del distretto ad arrestare Mírzá Mahmúd per il solo fatto di essere un Bahai. 
Una volta arrestato fu condotto in catene a Mashhad da dove risuscì a inviare segretamente delle lettere a Nasser al-Din Shah Qajar, che ordinò di liberarlo.
Il clero di Mashhad, piuttosto che liberarlo, lo esiliò a Kalát, uno sperduto villaggio del Grande Khorasan.
Successivamente si recò a Haifa e ad Acri, quindi al Cairo dove incontrò Mírzá Abu'l-Fadl.
Ritornato a Teheran vi incontrò il principe Kamran Mírza, figlio di Nasser al-Din Shah Qajar e fratello di Mozaffar ad-Din Shah Qajar.  Si recò poi a Ashgabat e a Haifa dove incontrò 'Abdu'l-Bahá per rientrare quindi in Persia.
I suoi ultimi viaggi comprendono Yazd, il Grande Khorasan, la sua città Dúghábád, Ashgabat, Mashhad, dove sopravvisse a un attentato, l'Egitto, Haifa e quindi Dúghábád.
A Dúghábád Mírzá Mahmúd fu avvelenato dai suoi nemici e morì nel 1927 o 1928.